# Lettre trouvée sur un noyé
Lettre trouvée sur un noyé est une nouvelle de Guy de Maupassant, parue en 1884.

## Historique
Lettre trouvée sur un noyé a été initialement publiée dans la revue Gil Blas du 8 janvier 1884 sous le pseudonyme de Maufrigneuse, puis dans le recueil posthume Le Colporteur en 1900.

## Résumé
Un marinier a trouvé la lettre d’un jeune homme qui s'est noyé dans la Seine. Dans la missive, le jeune homme écrit à une femme. Il se décrit comme quelqu’un qui n’a jamais aimé. Il a cru aimer une fois une jeune femme. Ils avaient fait du canot de nuit. Il lui avait récité des vers. Elle s’était allongée au fond de la barque pour regarder les étoiles. Mais une parole malheureuse de la femme avait rompu le charme.

## Éditions
- Lettre trouvée sur un noyé, dans Maupassant, Contes et Nouvelles, tome I, texte établi et annoté par Louis Forestier, éditions Gallimard, Bibliothèque de la Pléiade, 1974  (ISBN 978-2-07-010805-3).
- Lettre trouvée sur un noyé, dans Maupassant, Contes du jour et de la nuit, seconde édition augmentée de 1887.
- Lettre trouvée sur un noyé, dans Maupassant, Le Colporteur, 1900, édition posthume par Paul Ollendorf.